# Bistum San Isidro de El General
Das Bistum San Isidro de El General (lateinisch Dioecesis Sancti Isidori, spanisch Diócesis de San Isidro de El General) ist eine in Costa Rica gelegene römisch-katholische Diözese mit Sitz in San Isidro de El General.

## Geschichte
Das Bistum San Isidro de El General wurde am 19. August 1954 durch Papst Pius XII. mit der Apostolischen Konstitution Neminem fugit aus Gebietsabtretungen des Erzbistums San José de Costa Rica und des Bistums Alajuela errichtet und dem Erzbistum San José de Costa Rica als Suffraganbistum unterstellt. Am 17. April 1998 gab das Bistum San Isidro de El General Teile seines Territoriums zur Gründung des mit der Apostolischen Konstitution Sacrorum Antistites errichteten Bistums Puntarenas ab.

## Bischöfe von San Isidro de El General
- Delfín Quesada Castro, 1954–1974
- Ignacio Nazareno Trejos Picado, 1974–2003
- Guillermo Loría Garita, 2003–2013
- Gabriel Enrique Montero Umaña OFMConv, 2013–2021
- Juan Miguel Castro Rojas, seit 2021